# Harmöss
Harmöss (Chinchillidae) är en familj som hör till ordningen gnagare. I familjen finns tre släkten med tillsammans 6 levande arter.

## Kännetecken
De känns igen på att extremiteterna, särskilt de bakre, är förlängda. De har 3 eller 4 tår vid bakfoten och nyckelbenet är fullständigt. Underkäkshalvorna är fast förenade, vadbenet skilt från skenbenet, kindtänderna strecktecknade och rotlösa. Hårbeklädnaden är synnerligen mjuk, silkeslen, svansen buskig. Dessa djur når en kroppslängd mellan 23 och 65 centimeter och en svanslängd mellan 8 och 40 centimeter. Deras vikt ligger mellan 500 gram och 8 kilogram. Pälsens färg varierar mellan grå- och brunaktig och undersidan är oftast vitaktig.
Tandformeln är liksom hos alla marsvinsartade gnagare I1-C0-P1-M3, alltså 20 tänder. Molarerna saknar rot och liksom hos alla gnagare saknar även framtänderna rot.

## Utbredning
Alla arter lever i Sydamerika, till exempel i Peru, Bolivia, Argentina och Chile. Medan chinchillor och bergsviscachor lever i bergstrakter förekommer viscachan i låglandet.

## Levnadssätt
Harmössen bor i klipphålor eller i gångar som de själva grävt. De är sällskapliga, förökar sig starkt, lever av växtämnen och är i rörelse under dygnets mörkare del. Alla arter bildar flockar som består av några få till hundratals individer.
Arterna går på fyra fötter eller de hoppar med hjälp av bakbenen. Chinchillor och bergsviscachor har bra förmåga att klättra på klippor men de gräver sällan. Viscachan skapar däremot komplexa tunnelsystem.
Arterna håller ingen vinterdvala och de äter nästan uteslutande växtdelar. Dräktigheten varar längre än hos de flesta andra gnagare. Ungarna har därför päls och öppna ögon vid födelsen.

## Harmöss och människor
Arterna i släktet chinchillor förekommer som sällskapsdjur och som laboriedjur. På grund av jakt och förstöring av arternas levnadsområde har beståndet i naturen minskat betydligt.
IUCN listar båda arter i släktet chinchillor som starkt hotad (EN), en art i släktet bergsviscachor som livskraftig (LC) och de andra två med kunskapsbrist (DD) samt viscachan som livskraftig.

## Systematik
Harmöss tillhör underordningen marsvinsartade gnagare. Tidigare antogs att de är närmare släkt chinchillaråttor med men likheterna är bara ytlig. Enligt nyare molekylärgenetiska undersökningar och på grund av likheter i tändernas byggnad betraktas numera pacaranan (Dinomys branickii) och artens utdöda anfadrar som familjens närmaste släktingar.
Harmöss bildas av tre släkten med tillsammans 6 levande arter och en under historisk tid utdöd art:
- Chinchillor (Chinchilla), två arter
- Bergsviscachor (Lagidium), tre arter
- Viscacha (Lagostomus), en levande och en utdöd art

Kännedomen om antalet levande arter har inte förändrats sedan familjens vetenskapliga beskrivning från 1833.